# Stefan Studtrucker
Stefan „Studti“ Studtrucker (* 25. November 1966 in Wetter) ist ein ehemaliger deutscher Fußballspieler. Die meisten Spiele bestritt der Stürmer für Arminia Bielefeld. In 137 Einsätzen erzielte er 36 Tore (Bundesliga: 8 Spiele (1 Tor), 2. Liga: 32 (4), Regionalliga: 25 (10), Oberliga: 72 (21)).

## Laufbahn

### Spieler
Aus der Nachwuchsabteilung des VfL Bochum wechselte Studtrucker 1986 zum Oberligisten 1. FC Recklinghausen, mit dem er jedoch gleich in seinem ersten Jahr wieder in die Verbandsliga abstieg. 1988 verpflichtete ihn der Zweitligist SG Wattenscheid 09; dort spielte Studtrucker allerdings nur für die Amateurmannschaft, mit der er ebenfalls aus der Oberliga abstieg. Die Saison 1990/91 verbrachte er bei der SpVg Marl, 1991 wechselte er zum damaligen Oberliga-Rivalen Arminia Bielefeld. Nachdem er in der Saison 1995/96 den Bundesliga-Aufstieg erreichen konnte, wurde er bereits nach acht Einsätzen zum FC Hessen Kassel transferiert. 
Über den Umweg VfB Lübeck in der Saison 1997/98 kehrte Studtrucker zur Zweitliga-Saison 1998/99 nach Bielefeld zurück, bestritt aber nur drei Spiele, bei denen er kein Tor erzielen konnte. Nach weiteren fünf Spielzeiten in der zweiten Mannschaft Arminia Bielefelds, mit der er aus der Landesliga über die Verbandsliga bis in die Oberliga aufstieg, wechselte er 2004 zum unterklassigen Verein Spvg Steinhagen, wo er nach der Saison 2005/06 als Trainer im Verein tätig war. Obwohl Studtrucker sein Karriereende als Aktiver verkündet hatte, half er ab dem 25. Februar 2007 Ulrich Büscher, Trainer des Landesligisten Bünder SV, mit einigen Einsätzen als Spieler aus. 

### Trainer
Ab August 2007 war er beim TuS Leopoldshöhe als Jugendkoordinator und Jugendtrainer tätig. Im September 2007 übernahm er das Amt des Trainers beim VfL Herford, mit dem er 2010 in die Landesliga auf- und gleich wieder abstieg. Nach zwei Jahren Pause übernahm er 2013 die erste Mannschaft des TuRa Löhne in der Kreisliga A Herford. 2015 stieg er mit diesem Verein in die Bezirksliga auf. 2018 wechselte er zum Bezirksligisten VfB Schloß Holte. Ab der Saison 2021/22 trainierte er den TuS Tengern in der Westfalenliga 1, wurde aber in der Winterpause freigestellt, nachdem das Team auf dem letzten Tabellenplatz stand.

### Privat
Aktuell arbeitet Studtrucker bei der Sportvermarktungsagentur Sportfive für Arminia Bielefeld im Sponsoringbereich. Sein Sohn Marwin spielte zwischen 2002 und 2011 für Arminia Bielefeld sowohl in der Jugend, als auch einige Spiele in der ersten Mannschaft.